# Parker Pillsbury
Parker Pillsbury (Hamilton, 22 de septiembre de 1809 – 7 de julio de 1898) fue un ministro estadounidense, activista abolicionista y defensor de los derechos de la mujer.

## Vida
Pillsbury nació en Hamilton, Massachusetts. Se mudó a Henniker, New Hampshire, donde más tarde se dedicó a la agricultura y trabajó como carretero.
Con el apoyo de su iglesia congregacional local, Pillsbury ingresó en el Gilmanton Theological Seminary, Seminario Teológico de Gilmanton, en 1835 y se graduó en 1839. Estudió un año más en Andover, y estuvo bajo la influencia del reformador social John A. Collins, antes de aceptar una iglesia en Loudon, New Hampshire. Su trabajo en el ministerio se resintió después de lanzar duros ataques contra la complicidad de las iglesias con la esclavitud. Su licencia congregacional para predicar fue revocada en 1840. Sin embargo, Pillsbury se convirtió en miembro activo de la Asociación Religiosa Libre ecuménica y predicó a sus sociedades en Nueva York, Ohio y Michigan.
La aversión de Pillsbury por la esclavitud lo llevó a escribir activamente y dar conferencias para el movimiento abolicionista y otros temas de corte reformista social y progresista. Se convirtió en un agente conferenciante para las sociedades antiesclavistas de New Hampshire, Massachusetts y Estados Unidos, y ocupó estos puestos durante más de dos décadas. Editó el Concord (Nuevo Hampshire) Herald of Freedom en 1840, y nuevamente en 1845 y 1846. En 1854, se desempeñó como emisario de la American Anti-Slavery Society en Gran Bretaña. Se alojó con el cirujano John Estlin y su hija abolicionista Mary Estlin. Tanto John como Mary se involucraron en la problemática correspondencia de Pillsbury con el activista británico Louis Chamerovzow.
Pillsbury dio numerosas conferencias sobre abolición y reforma social, a menudo en compañía del también abolicionista Stephen Symonds Foster. Se ganó la reputación de lidiar con éxito con multitudes hostiles a través de tácticas de no resistencia. Su apoyo a la no resistencia lo llevó a formar parte del comité ejecutivo de la New Hampshire Non-Resistance Society, Sociedad de No Resistencia de New Hampshire. En consecuencia, Pillsbury no fue un partidario activo del esfuerzo bélico de la Unión. Sin embargo, aplaudió la Proclamación de Emancipación de Abraham Lincoln y defendió las acciones de John Brown después del asalto a Harpers Ferry. Fue partidario del abolicionista Radical Democracy Party, Partido de la Democracia Radical, que desafió a Lincoln desde la izquierda durante las elecciones presidenciales de 1864. Sin embargo, el partido se negó a respaldar algunas de sus propuestas más radicales con respecto al sufragio negro y la redistribución de tierras para los esclavos liberados.
En 1865, Pillsbury rompió con su socio William Lloyd Garrison por la necesidad de que la Sociedad Estadounidense Antiesclavista continuara su actividad. Editó el National Anti-Slavery Standard, en 1866.
Pillsbury ayudó a redactar la constitución de la American Equal Rights Association (Asociación estadounidense por la igualdad de derechos), organización feminista, en 1865 y ocupó el puesto de vicepresidente de la New Hampshire Woman Suffrage Association, Asociación de Sufragio Femenino de New Hampshire. Junto con la feminista Elizabeth Cady Stanton, Pillsbury fue coeditor del boletín informativo sobre los derechos de las mujeres The Revolution, fundado en 1868.
Pillsbury completó sus memorias de abolición, Acts of the Anti-Slavery Apostles, en 1883.
Su sobrino, Albert E. Pillsbury, redactó los estatutos de la Asociación Nacional para el Progreso de las Personas de Color (NAACP).